# Arte hiberno-saxónica

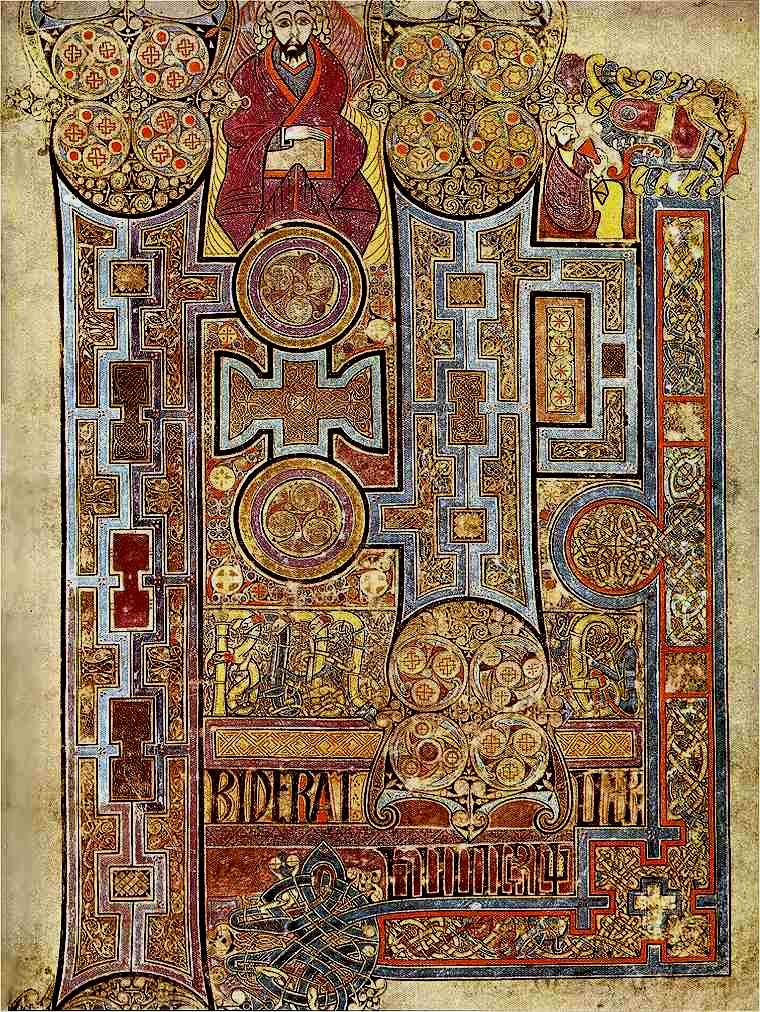
Página do Livro de Kells.

Arte hiberno-saxónica ou arte insular é o estilo de arte produzido após o Império Romano nas Ilhas Britânicas. O termo é usado também para designar a escrita produzida naquele tempo Naquele período, a Irlanda e a Grã-Bretanha tinham um estilo de arte muito característico.
A Irlanda, a Escócia e o reino da Nortúmbria, no norte da Inglaterra, são os mais importantes centros artísticos, mas outros exemplos também podem ser encontrados no sul da Inglaterra e na Europa continental, especialmente na Gália (França), em centros fundados por missionários celtas. A influência da arte insular pode ser notada em toda arte medieval subsequente, especialmente nos elementos decorativos dos manuscritos românicos e góticos.
O que sobreviveu da arte insular são principalmente iluminuras, trabalhos em metal e gravações em pedra, especialmente cruzes de pedra. As superfícies são ricamente decoradas com padrões intrincados. Os melhores exemplos incluem o Livro de Kells, os Evangelhos de Lindisfarne, o Livro de Durrow, broches tais como o Broche de Tara e a Cruz de Ruthwell. Páginas iniciais chamadas carpet pages são características dos manuscritos da época.

## Trabalho em metal

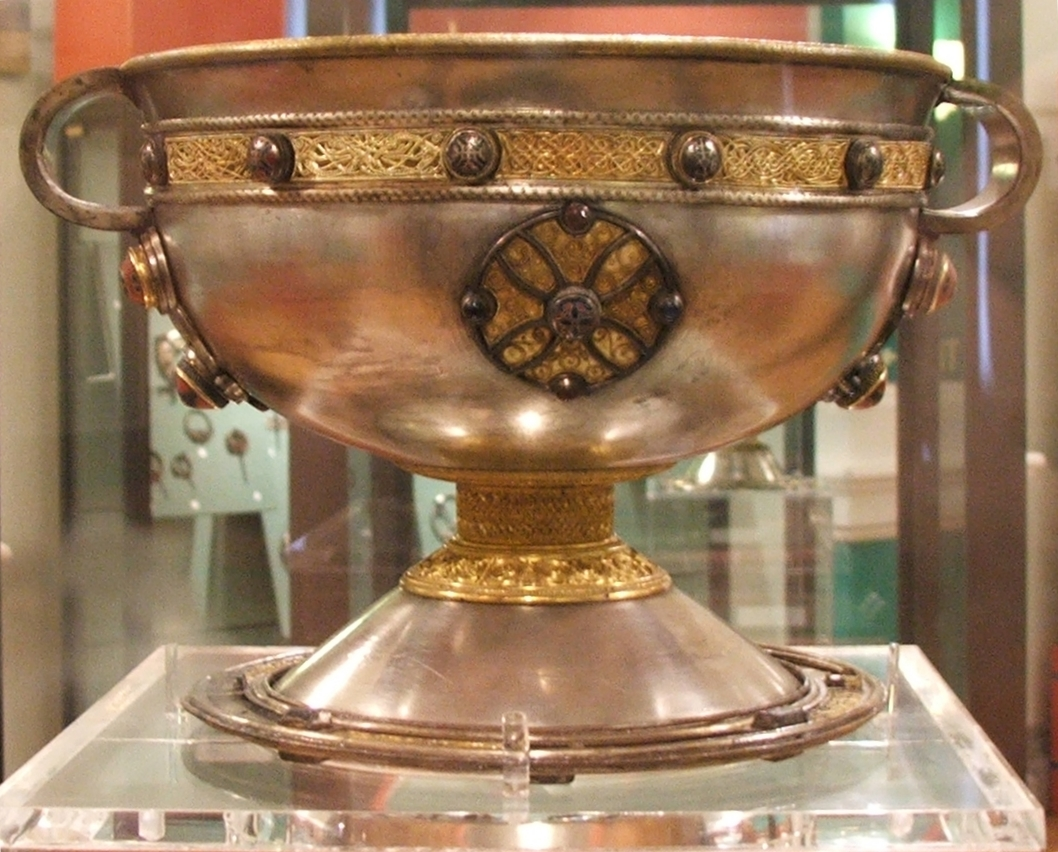
Cálice de Ardagh

A maioria dos exemplos de trabalhos em metal existentes foi descoberta em contextos arqueológicos que indicam que tais objetos foram abandonados ou escondidos. Há vários broches, inclusive alguns comparáveis ao Broche de Tara. Quase todos estão no Museu Nacional da Escócia ou em museus locais na Inglaterra. O Cálice de Ardagh é um dos objetos de metal sobreviventes.

## Manuscritos
- O Cathach of St. Columba, um saltério do século VII é talvez o mais antigo manuscrito irlandês conhecido. Contém letras decoradas apenas no começo de cada Salmo, mas estes já mostram traços distintivos. Não apenas a capitular, mas as primeiras letras são decoradas, em tamanho pequeno.
- O Livro de Durrow é o mais antigo Evangelho com decorações completas.
- Os Evangelhos de Lindisfarne, produzidos em Lindisfarne são semelhantes ao Livro de Durrow, mas mais complexos. Todas as letras nas páginas iniciais dos Evangelhos são ricamente decoradas em uma composição única. As carpet pages são enormemente complexas e soberbamente decoradas.
- O Livro de Kells, datado de 800, sobreviveu quase intacto, mas a decoração não está acabada. Apesar de não apresentar carpet pages, as capitulares são tão decoradas que acabam tendo aquela função. Há mais figuras humanas que antes. As cores são brilhantes e a decoração é enérgica, com várias espirais.
- O Evangelário de Echternach
- O Codex Amiatinus

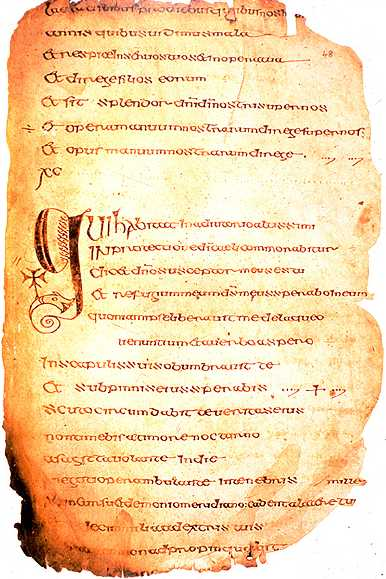
Cathach Of St. Columba
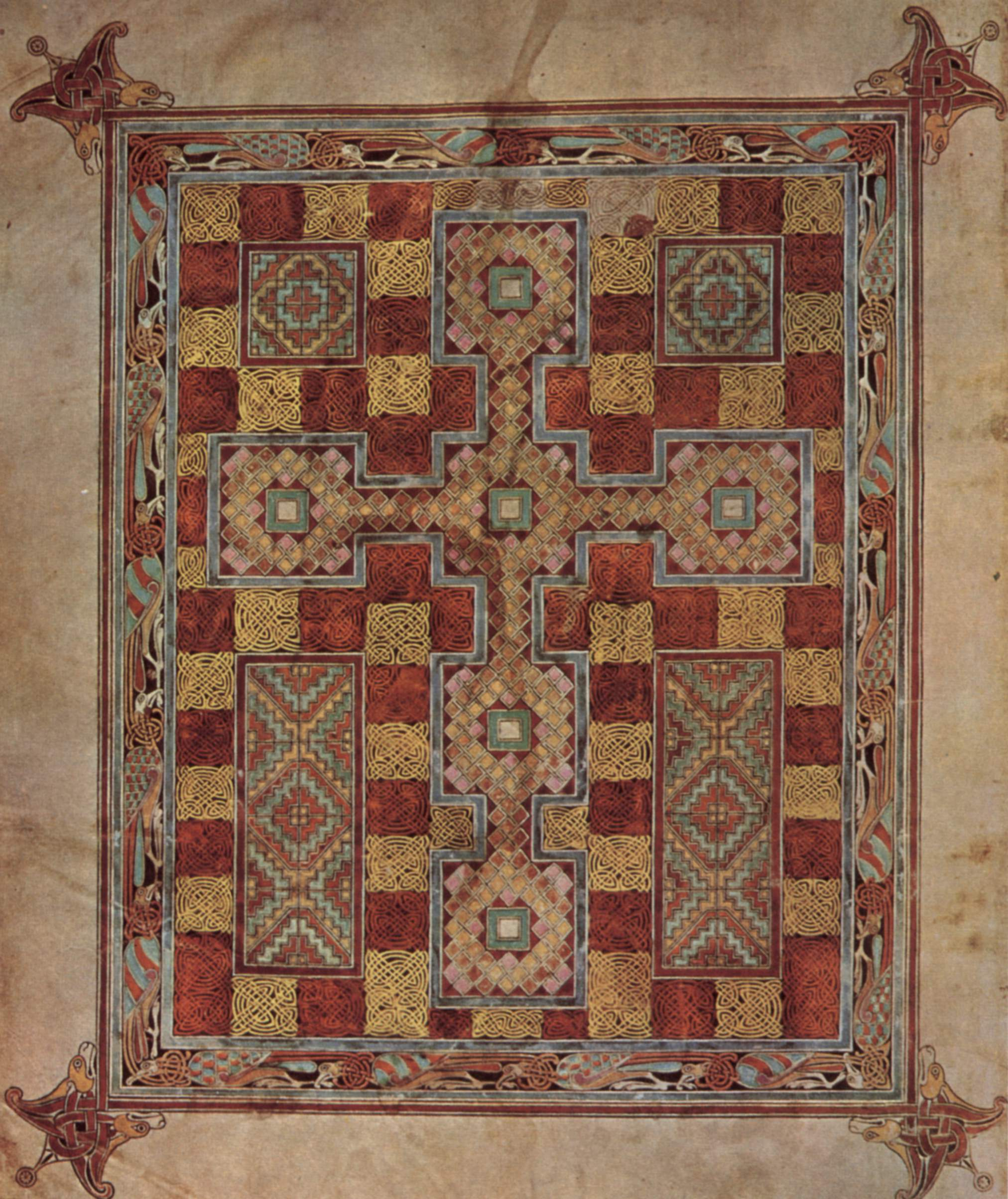
Carpet page nos Evangelhos de Lindisfarne
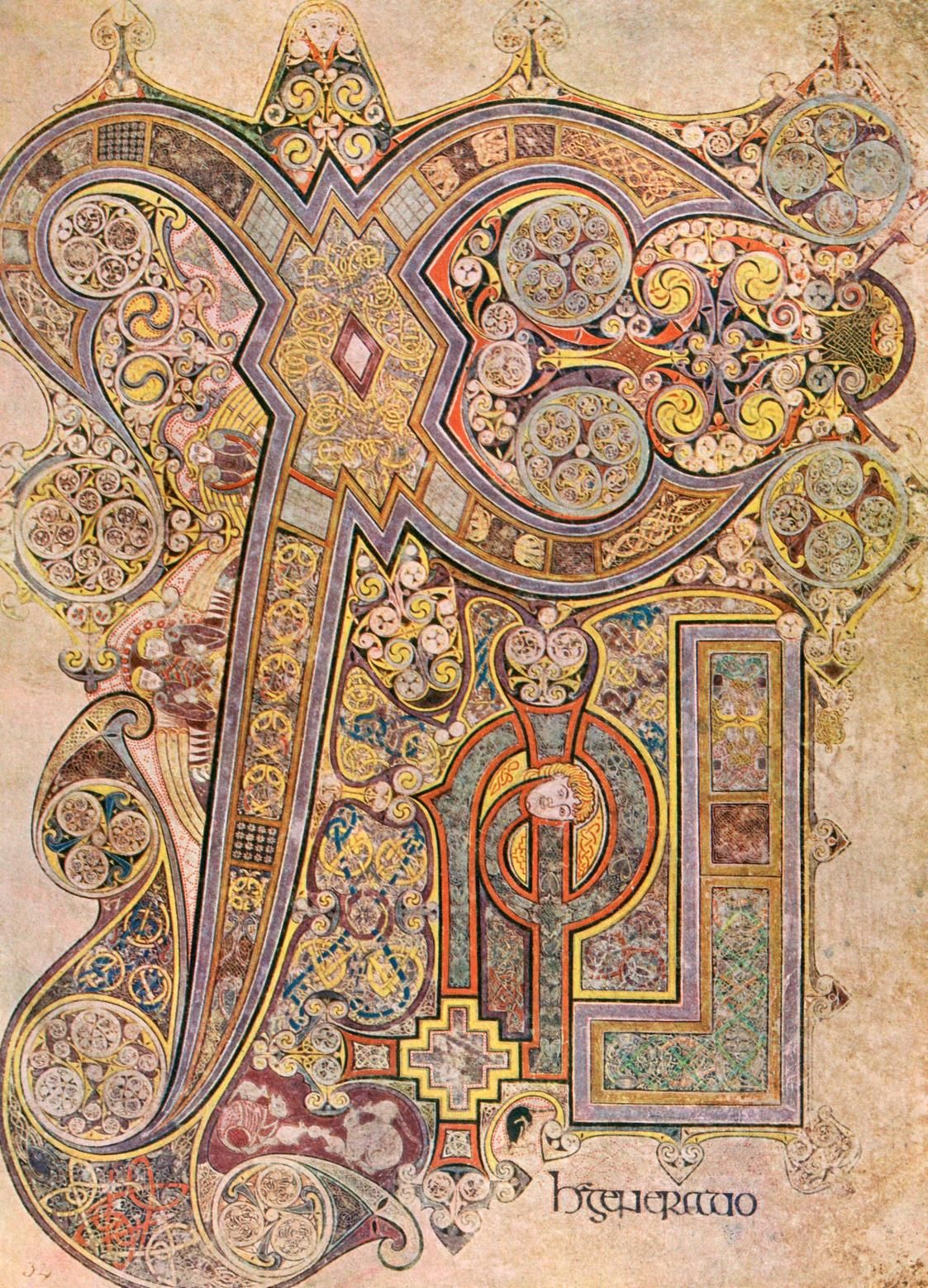
Livro de Kells

## Cruzes altas

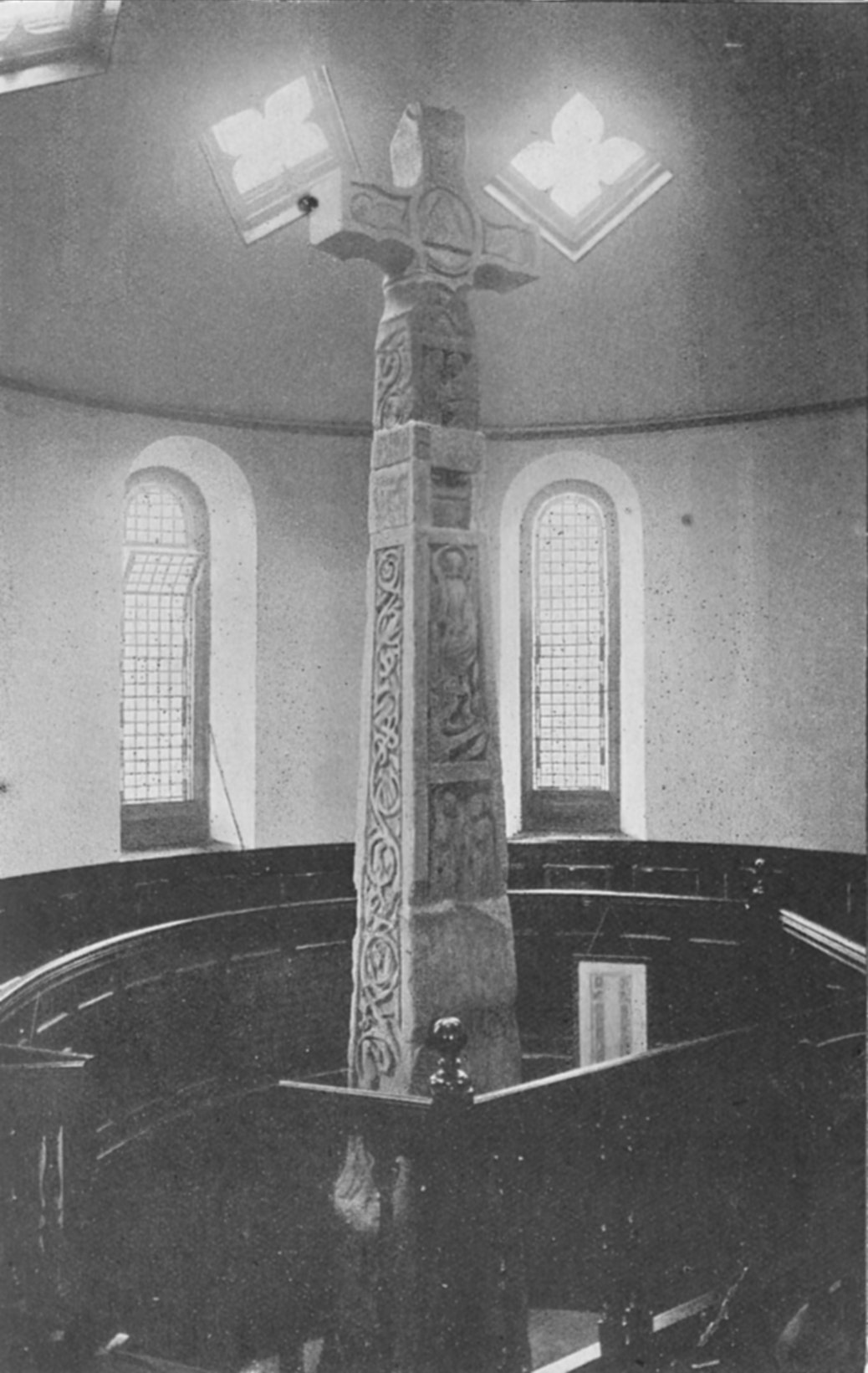
Cruz de Ruthwell

Cruzes altas são grandes cruzes celtas em pedra, geralmente erigidas no exterior de mosteiros ou igrejas. As primeiras, como a Muiredach's High Cross, de influência irlandesa, em Monasterboice, está repleta de imagens do Velho e Novo Testamento. Cruzes mais recentes têm poucas imagens, mas apresentam dimensões maiores, como a Dysert Cross, na Irlanda. A Ruthwell Cross, na Escócia, um pouco destruída pelos iconoclastas presbiterianos, é o exemplos mais impressionante de cruz escocesa.